# Drasteria sesquistria
Drasteria sesquistria — вид метеликів з родини еребід (Erebidae).

## Поширення
Вид поширений в степовій зоні на сході України, півдні Росії, в Казахстані, Узбекистані, Туркменістані, Киргизстані, Таджикистані, на півночі Афганістану, заході Монголії.

## Опис
Розмах крил 28 мм.

## Спосіб життя
Імаго розлітаються з квітня по липень.